# Toxeuma discretum
Toxeuma discretum är en stekelart som beskrevs av Graham 1984. Toxeuma discretum ingår i släktet Toxeuma och familjen puppglanssteklar. Arten är reproducerande i Sverige. Inga underarter finns listade i Catalogue of Life.